# Juliette Récamier
Jeanne Françoise Julie Adélaïde Bernard, nota come Juliette Récamier o Madame Récamier (Lione, 3 dicembre 1777 – Parigi, 11 maggio 1849), fu una famosa salottiera francese nell'epoca del Direttorio e del Primo Impero.

## Biografia
La famiglia di Juliette apparteneva alla borghesia di Lione: suo padre, Jean Bernard, era un notabile reale. Nominato direttore delle finanze, si trasferì a Parigi con la famiglia nel 1786. Fu destituito dalla sua carica dal Consolato col sospetto di connivenza con i realisti. La madre di Juliette invece, ereditiera dalla ricca dote, era una donna mondana e intelligente.
Nel 1793, in pieno Terrore, Juliette fu data in sposa a un amico dei genitori, Jacques Récamier, ricco banchiere di Parigi, più anziano di lei di oltre trent'anni. Juliette e il marito ebbero una relazione affettuosa e platonica: probabilmente Juliette, come avrebbe scoperto più tardi, era la figlia naturale di Jacques, che la sposò per renderla legittima erede dei suoi beni.

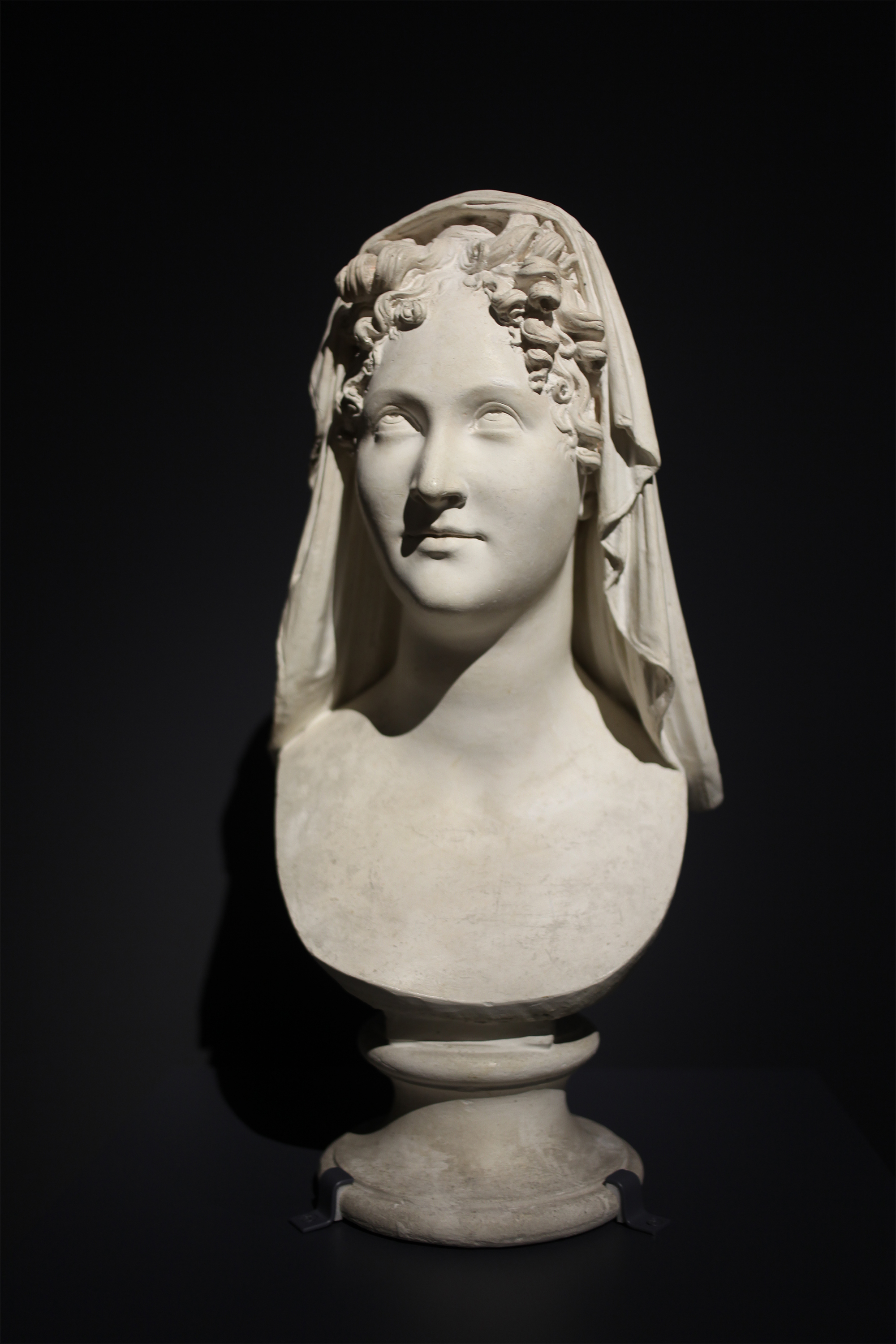
Antonio Canova, Ritratto di Juliette Récamier, gesso (1818-1822), Possagno, Fondazione Canova, Gipsoteca e Museo Canova.

Il salotto di Madame Récamier divenne presto il luogo di ritrovo di una società d'élite, ma non mancò di coinvolgere le alte sfere del potere. La straordinaria bellezza e lo charme di Juliette le guadagnarono una gran folla di ammiratori. Con Teresa Tallien, e Giuseppina di Beauharnais formava un terzetto alla moda soprannominato le "tre Grazie del Direttorio". La raffinata dama fu tra le prime ad adottare il "gusto alla greca" nel vestiario - semplicissimi abiti di mussola semitrasparente - e giocò un ruolo non indifferente nella diffusione del gusto per l'antichità, poi conosciuto come stile Impero.

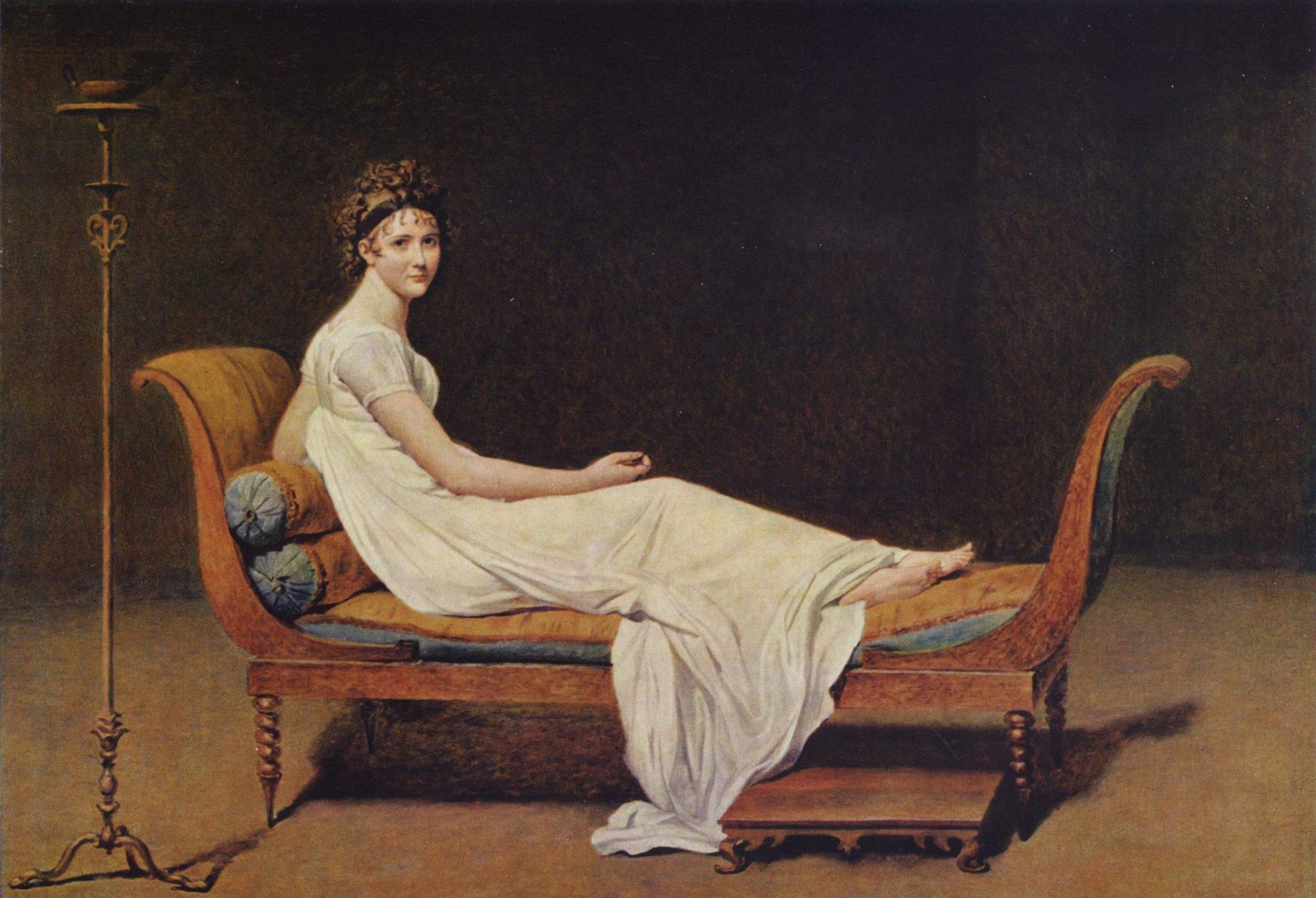
Jacques-Louis David, Ritratto di Madame Récamier (1800; Parigi, Museo del Louvre).

Amica di Madame de Staël e poi, sotto l'Impero, amica e compagna di Chateaubriand, fu una figura chiave nell'opposizione al regime di Napoleone Bonaparte, grazie al suo salotto culturale, che fu un centro politico e intellettuale. A causa delle sue posizioni, finì per essere esiliata da Parigi. Dopo aver soggiornato dal settembre 1811 al giugno 1812 a Châlons-en-Champagne e poi a Lione, dove strinse amicizia con Camille Jordan e Pierre-Simon Ballanche, visitò l'Italia e non poté tornare in Francia fino alla caduta dell'Impero. Fu durante questo periodo che conobbe ed ebbe una relazione sentimentale con Benjamin Constant.
Provata da numerose difficoltà, si trasferì di nuovo a Parigi nel 1819 all'Abbaye-aux-Bois, presso la baronessa di Bourgoing, sua amica. Nonostante cercasse di fuggire dalla vita mondana, il suo rifugio finì per essere frequentato da tutte le celebrità dell'epoca. Chateaubriand, uno dei più assidui frequentatori, restò fino alla morte suo amico intimo.
Fu ritratta da diversi artisti, tra cui Jacques-Louis David.
Juliette morì di colera all'età di settantuno anni, nel 1849, e fu sepolta nel cimitero di Montmartre.